# Wild Child (band)

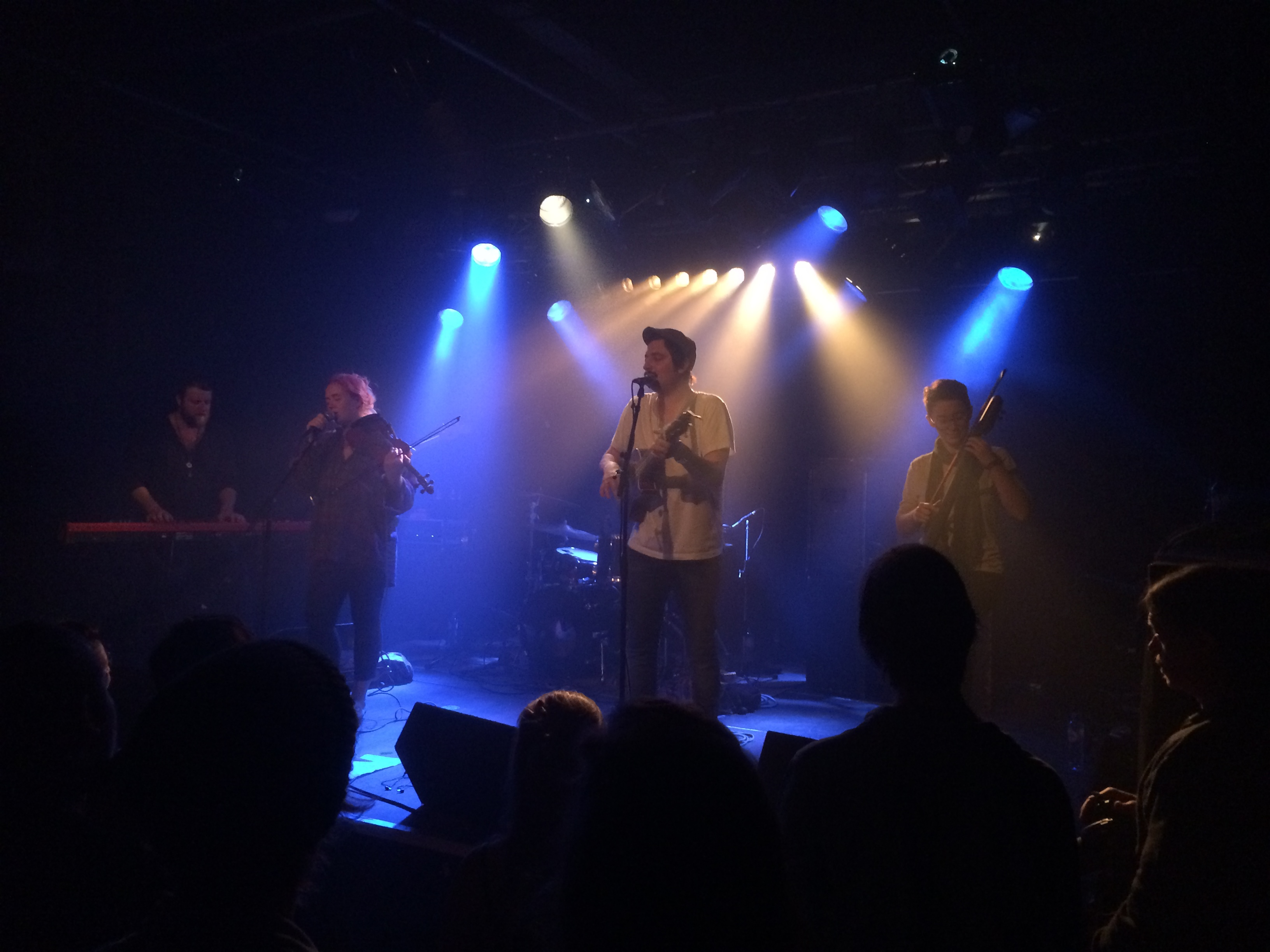
Wild Child in Nijmegen

Wild Child is een Amerikaanse indieband uit Austin in Texas. De band is gecentreerd rond zangeres en violiste Kelsey Wilson en zanger en ukelelespeler Alexander Beggins. Naast de vaste bandleden speelt James Bookert banjo op het album The Runaround, maar hij speelt niet altijd mee tijdens de liveoptredens, omdat hij verplichtingen heeft aan de bluegrassgroep Whiskey Shivers. Manager van Wild Child is Pat Cassidy.

## Geschiedenis
Wild Child werd in 2011 opgericht toen Wilson en Beggins samen op tournee waren met een andere band, The Migrant.  Tijdens het reizen tussen de optredens vonden ze inspiratie in hun beider verbroken relaties en schreven een aantal nummers. Terug in Austin namen ze het materiaal op, waarbij ze enkele lokale musici en vrienden inschakelden. Dat leidde tot de oprichting van Wild Child, en het eerste album Pillow Talk.
In 2013 bracht Wild Child zijn tweede album uit, The Runaround. Het album werd geproduceerd door Ben Kweller, die – enthousiast over het debuutalbum – de band benaderde om het tweede album te morgen produceren. Via een Kickstartercampagne werden de benodigde middelen binnengehaald. Het album, alsook de single Crazy Bird, werd positief ontvangen.
In 2014 is de band voor het eerst op tournee in Europa, onder andere in Amsterdam en Nijmegen werden in november 2014 optredens verzorgd.

## Bandleden
- Kelsey Wilson - zang en viool
- Alexander Beggins - zang en ukelele
- Drew Brunetti - slagwerk
- Sadie Wolfe - cello
- Evan Magers - toetsen
- Chris D'Annunzio - basgitaar

## Albums
1. Pillow Talk (2011)
2. The Runaround (2013)
3. Fools (2015)